# Seltz
Pour les articles homonymes, voir Seltz (homonymie).
Seltz [sɛlts] est une commune française située dans la circonscription administrative du Bas-Rhin et, depuis le 1er janvier 2021, dans le territoire de la Collectivité européenne d'Alsace, en région Grand Est.
Cette commune se trouve dans la région historique et culturelle d'Alsace.
La ville de Seltz (Selz en allemand) doit son nom latin (Saletio) aux Romains qui choisirent le site pour sa position géographique et stratégique au bord du Rhin. Située sur la frontière de l'empire (limes), la cité jouait le rôle de forteresse face aux tribus barbares.
La localité n'a rien à voir avec l'eau de Seltz, qui doit son nom à la commune allemande de Selters. L'eau de Seltz est appelée en allemand Selterswasser.

## Géographie
La commune de Seltz fait partie du Ried Nord ou Petit Ried, région de prés et de forêts inondables qui va de Strasbourg à Lauterbourg. Pour certains, Seltz fait aussi partie de l'Outre-Forêt. Elle est une étape sur la Véloroute Rhin EV 15 (1 320 km) qui relie la source du Rhin, située à Andermatt en Suisse, à son embouchure à Rotterdam.
Située à 122 mètres d'altitude, la commune est traversée par le Rhin, la Sauer et le ruisseau Fahrgiessen.
| Schaffhouse-près-Seltz | Wintzenbach | Munchhausen          |
| Niederrœdern           | Seltz       | Rastatt ( Allemagne) |
| Kesseldorf             | Beinheim    |                      |

### Hydrographie

#### Réseau hydrographique
La commune est dans le bassin versant du Rhin au sein du bassin Rhin-Meuse. Elle est drainée par la Sauer, le ruisseau le Seltzbach, le ruisseau l'Eberbach, le ruisseau le Fahrgiessen, le ruisseau le Kleinrhein, le ruisseau le Kohlgraben et le ruisseau le Stadenrhein,.
La Sauer, d'une longueur de 64 km, prend sa source dans la commune de Lembach et se jette  dans le Rhin en rive gauche à Munchhausen, après avoir traversé 19 communes. Les caractéristiques hydrologiques de la Sauer sont données par la station hydrologique située sur la commune de Beinheim. Le débit moyen mensuel est de 3,63 m3/s. Le débit moyen journalier maximum est de 34,8 m3/s, atteint lors de la crue du 9 janvier 2011. Le débit instantané maximal est quant à lui de 39 m3/s, atteint le même jour.
Le Seltzbach, d'une longueur de 33 km, prend sa source dans la commune de Gœrsdorf et se jette  dans la Sauer sur la commune, après avoir traversé 14 communes. Les caractéristiques hydrologiques du Seltzbach sont données par la station hydrologique située sur la commune de Niederrœdern. Le débit moyen mensuel est de 1,59 m3/s. Le débit moyen journalier maximum est de 80,5 m3/s, atteint lors de la crue du 12 mai 1970. Le débit instantané maximal est quant à lui de 102 m3/s, atteint le 1er mai 1970.

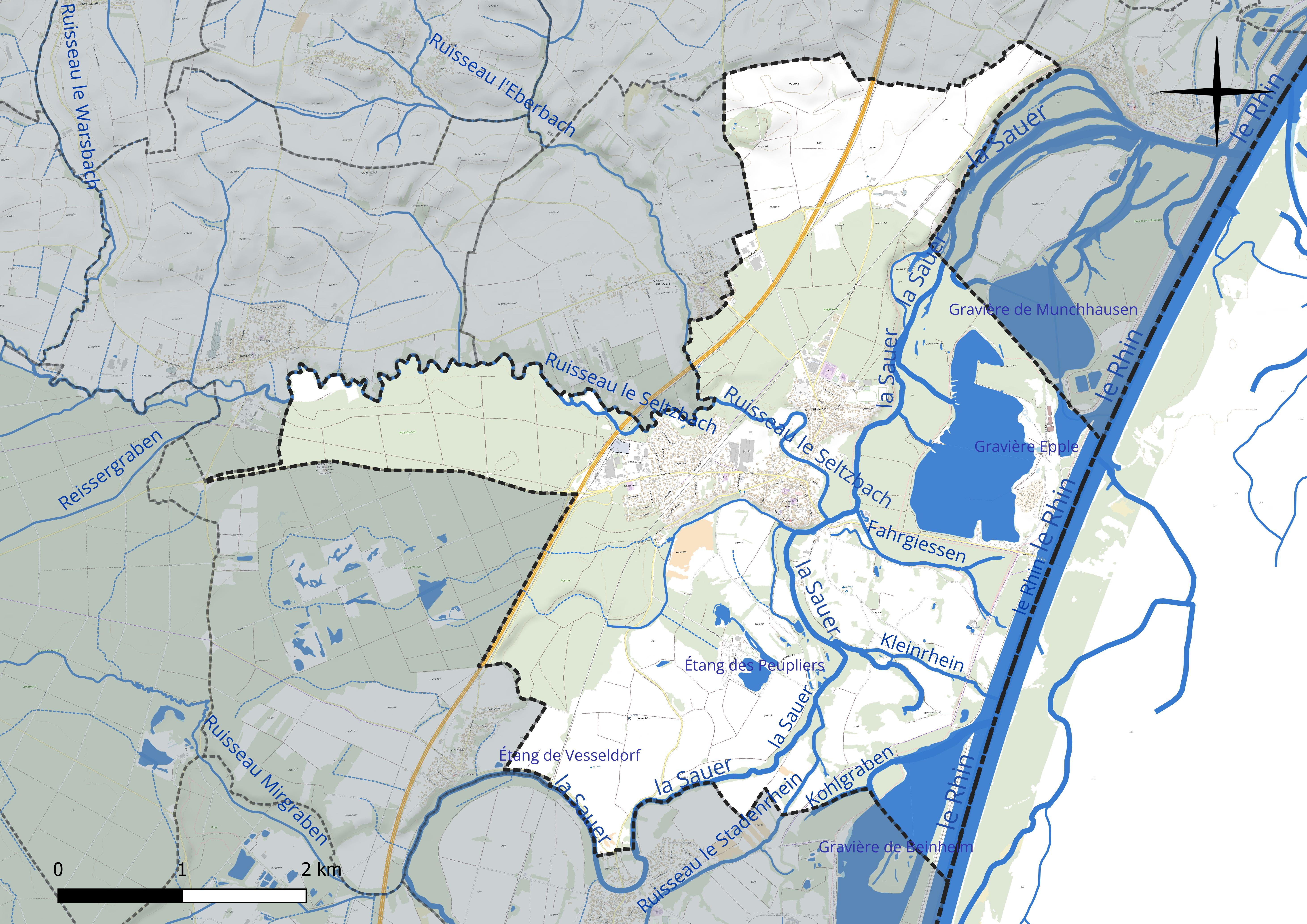
Réseau hydrographique de Seltz.

Trois plans d'eau complètent le réseau hydrographique : la gravière de Beinheim, d'une superficie totale de 119 ha (34,3 ha sur la commune), la gravière Epple (97,7 ha) et l'étang des Peupliers (4,2 ha),.

#### Gestion et qualité des eaux
Le territoire communal est couvert par le schéma d'aménagement et de gestion des eaux (SAGE) « Ill Nappe Rhin ». Ce document de planification concerne la nappe phréatique rhénane, les cours d'eau de la plaine d'Alsace et du piémont oriental du Sundgau, les canaux situés entre l'Ill et le Rhin et les zones humides de la plaine d'Alsace. Le périmètre s’étend sur 3 596 km2. Il a été approuvé le 17 janvier 2005. La structure porteuse de l'élaboration et de la mise en œuvre est la région Grand Est. 
La qualité des cours d’eau peut être consultée sur un site dédié géré par les agences de l’eau et l’Agence française pour la biodiversité. 

### Climat
Pour des articles plus généraux, voir Climat du Grand Est et Climat du Bas-Rhin.
En 2010, le climat de la commune est de type climat des marges montagnardes, selon une étude du Centre national de la recherche scientifique s'appuyant sur une série de données couvrant la période 1971-2000. En 2020, Météo-France publie une typologie des climats de la France métropolitaine dans laquelle la commune est exposée à un climat semi-continental et est dans la région climatique  Alsace, caractérisée par une pluviométrie faible, particulièrement en automne et en hiver, un été chaud et bien ensoleillé, une humidité de l’air basse au printemps et en été, des vents faibles et des brouillards fréquents en automne (25 à 30 jours). 
Pour la période 1971-2000, la température annuelle moyenne est de 10,7 °C, avec une amplitude thermique annuelle de 17,8 °C. Le cumul annuel moyen de précipitations est de 923 mm, avec 10,9 jours de précipitations en janvier et 10,1 jours en juillet. Pour la période 1991-2020, la température moyenne annuelle observée sur la station météorologique de Météo-France la plus proche, « Scheibenhard », sur la commune de Scheibenhard à 10 km à vol d'oiseau, est de 11,8 °C et le cumul annuel moyen de précipitations est de 739,0 mm. 
La température maximale relevée sur cette station est de 38,8 °C, atteinte le 7 août 2015 ; la température minimale est de −15,2 °C, atteinte le 11 janvier 2009,,. 
Les paramètres climatiques de la commune ont été estimés pour le milieu du siècle (2041-2070) selon différents scénarios d'émission de gaz à effet de serre à partir des nouvelles projections climatiques de référence DRIAS-2020. Ils sont consultables sur un site dédié publié par Météo-France en novembre 2022.

## Urbanisme

### Typologie
Au 1er janvier 2024, Seltz est catégorisée bourg rural, selon la nouvelle grille communale de densité à sept niveaux définie par l'Insee en 2022.
Elle appartient à l'unité urbaine de Seltz, une unité urbaine monocommunale constituant une ville isolée,. La commune est en outre hors attraction des villes,.

### Occupation des sols
L'occupation des sols de la commune, telle qu'elle ressort de la base de données européenne d’occupation biophysique des sols Corine Land Cover (CLC), est marquée par l'importance des forêts et milieux semi-naturels (43,1 % en 2018), une proportion sensiblement équivalente à celle de 1990 (42,7 %). La répartition détaillée en 2018 est la suivante : forêts (43,1 %), terres arables (21,7 %), eaux continentales (9,7 %), zones agricoles hétérogènes (9,3 %), zones urbanisées (8,2 %), prairies (3,1 %), espaces verts artificialisés, non agricoles (2,8 %), mines, décharges et chantiers (1,8 %), cultures permanentes (0,2 %). L'évolution de l’occupation des sols de la commune et de ses infrastructures peut être observée sur les différentes représentations cartographiques du territoire : la carte de Cassini (XVIIIe siècle), la carte d'état-major (1820-1866) et les cartes ou photos aériennes de l'IGN pour la période actuelle (1950 à aujourd'hui).

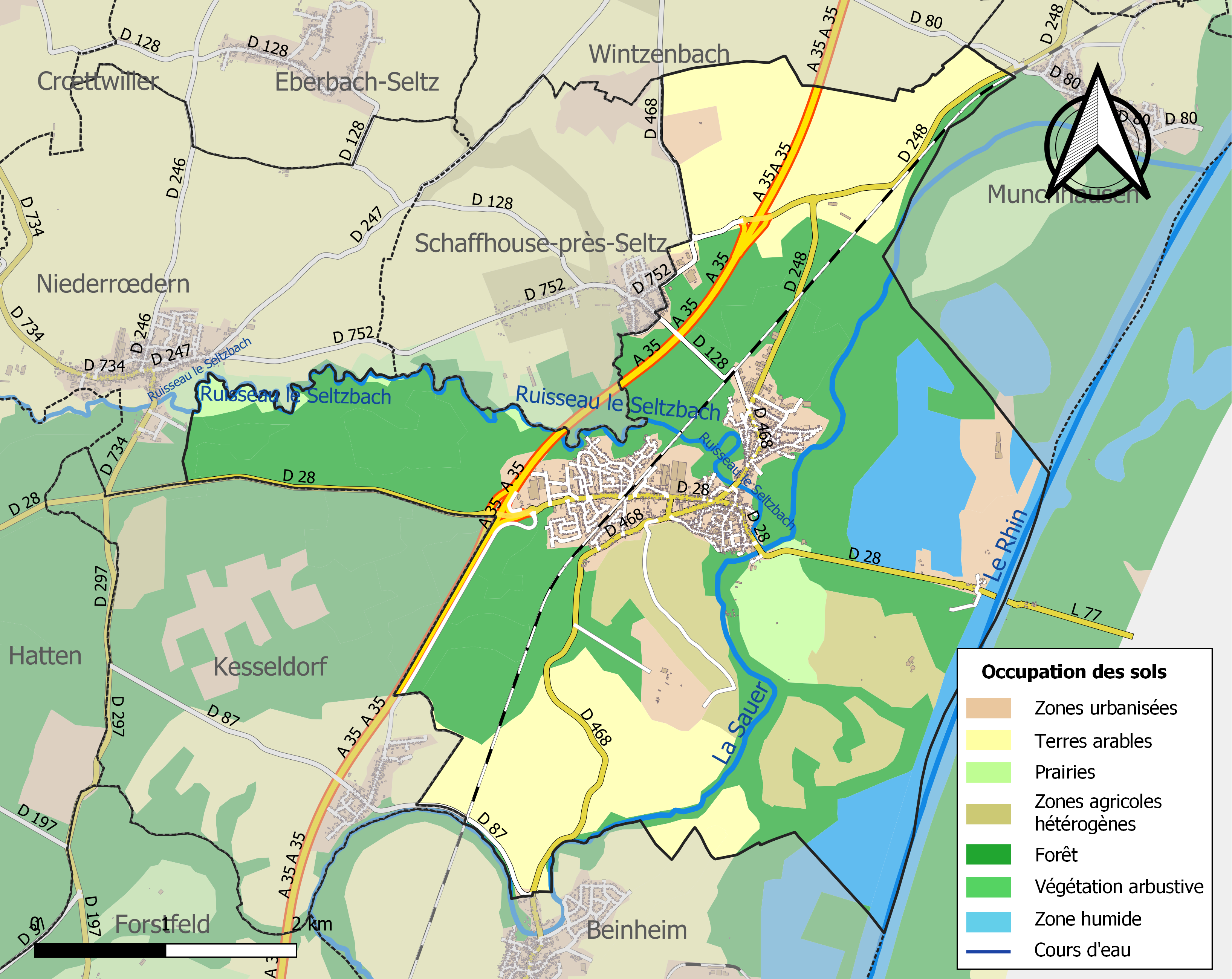
Carte des infrastructures et de l'occupation des sols de la commune en 2018 (CLC).

## Politique et administration

### Liste des maires

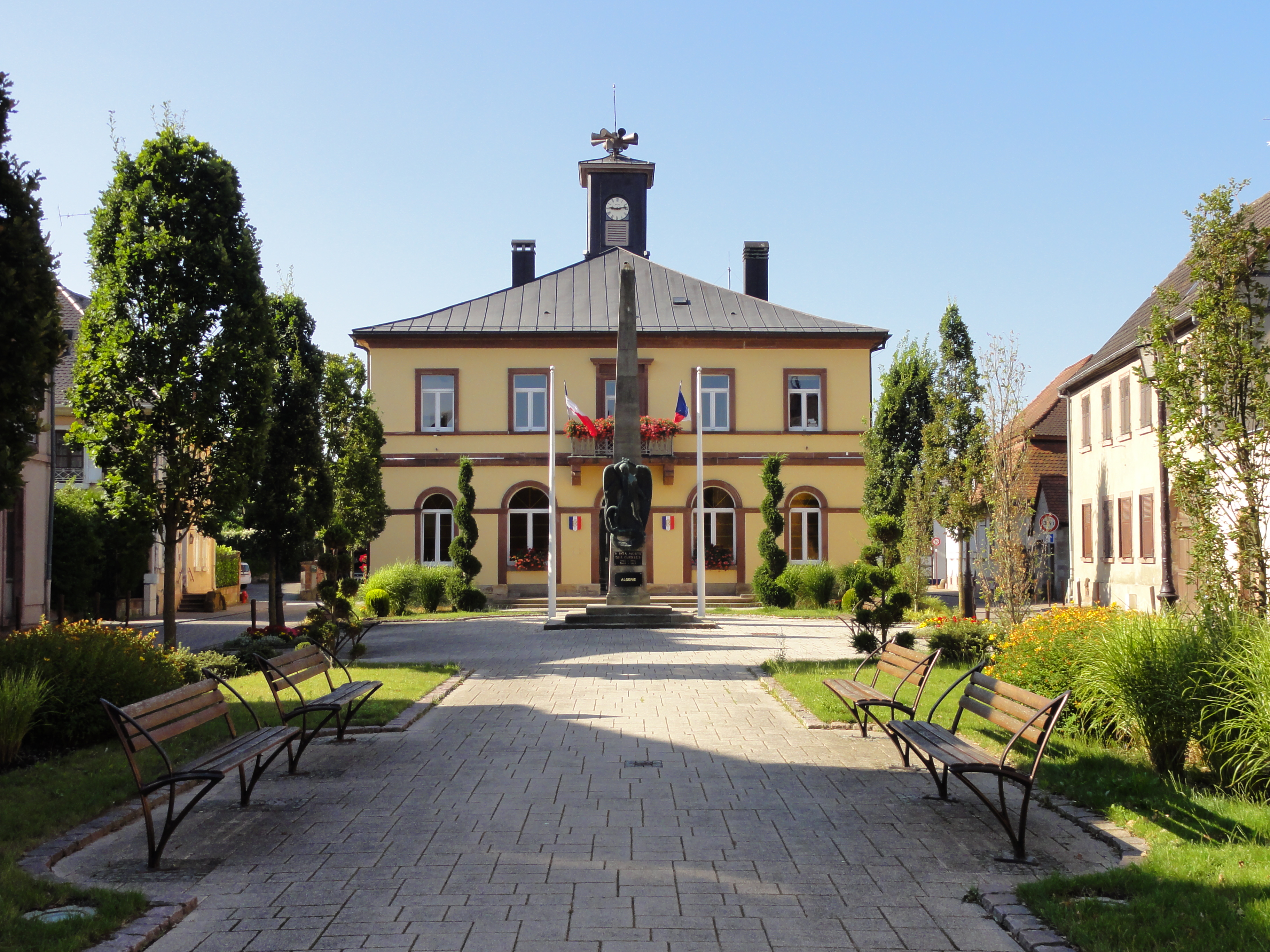
Mairie de Seltz.

| Période      | Période                   | Identité                                     | Étiquette | Qualité                                                                                       |
| ------------ | ------------------------- | -------------------------------------------- | --------- | --------------------------------------------------------------------------------------------- |
| 1945         | mars 1971                 | Aimé Schneider                               |           |                                                                                               |
| mars 1971    | mars 1977                 | Marcel Schmitt (1925-2009)                   | UDF-CDS   | Chef d'entreprise, maire honoraire Conseiller général de Seltz (1979 → 2001)                  |
| mars 1977    | juin 1995                 | Gérard Wollenschlaeger                       |           |                                                                                               |
| juin 1995    | mars 2014                 | Hugues Kraemer                               | DVD       | Directeur d'école, maire honoraire Président de la CC de Seltz - Delta de la Sauer (? → 2014) |
| mars 2014    | octobre 2016              | Denis Loux                                   | DVD       | Chef d'entreprise                                                                             |
| octobre 2016 | En cours (au 31 mai 2020) | Jean-Luc Ball Réélu pour le mandat 2020-2026 | DVD       | Cadre bancaire 1er vice-président de la CC de la Plaine du Rhin (2022 → )                     |

### Jumelages
La ville de Seltz est jumelée avec Obervellach en Autriche, Mézières-sur-Issoire dans la Haute-Vienne, Santa Adélia au Brésil et avec l'escadron Braunsberg (6e escadron) du 2e régiment de hussards de Haguenau.

## Population et société

### Démographie
L'évolution du nombre d'habitants est connue à travers les recensements de la population effectués dans la commune depuis 1793. Pour les communes de moins de 10 000 habitants, une enquête de recensement portant sur toute la population est réalisée tous les cinq ans, les populations de référence des années intermédiaires étant quant à elles estimées par interpolation ou extrapolation. Pour la commune, le premier recensement exhaustif entrant dans le cadre du nouveau dispositif a été réalisé en 2008.

En 2022, la commune comptait 3 168 habitants, en évolution de −4,23 % par rapport à 2016 (Bas-Rhin : +3,17 %, France hors Mayotte : +2,11 %).
| 1793 | 1800  | 1806  | 1821  | 1831  | 1836  | 1841  | 1846  | 1851  |
| ---- | ----- | ----- | ----- | ----- | ----- | ----- | ----- | ----- |
| 144  | 1 070 | 1 752 | 2 256 | 2 263 | 2 285 | 2 177 | 2 282 | 2 402 |

| 1856  | 1861  | 1866  | 1871  | 1875  | 1880  | 1885  | 1890  | 1895  |
| ----- | ----- | ----- | ----- | ----- | ----- | ----- | ----- | ----- |
| 2 060 | 1 991 | 1 934 | 1 757 | 1 914 | 1 864 | 1 773 | 1 666 | 1 654 |

| 1900  | 1905  | 1910  | 1921  | 1926  | 1931  | 1936  | 1946  | 1954  |
| ----- | ----- | ----- | ----- | ----- | ----- | ----- | ----- | ----- |
| 1 591 | 1 639 | 1 684 | 1 726 | 1 813 | 1 822 | 1 841 | 1 836 | 1 824 |

| 1962  | 1968  | 1975  | 1982  | 1990  | 1999  | 2006  | 2008  | 2013  |
| ----- | ----- | ----- | ----- | ----- | ----- | ----- | ----- | ----- |
| 2 150 | 2 387 | 2 570 | 2 637 | 2 584 | 2 985 | 3 161 | 3 217 | 3 311 |

| 2018  | 2022  | - | - | - | - | - | - | - |
| ----- | ----- | - | - | - | - | - | - | - |
| 3 163 | 3 168 | - | - | - | - | - | - | - |

### Cultes

#### Église réformée
Aux XVIe et XVIIe siècles, Seltz et les Seltzois étaient réformés sous le règne des électeurs palatins réformés. L'église collégiale Saint-Étienne de Seltz a été un temple réformé de 1559 à 1576, de 1584 à 1622 et de 1648 à 1684.

#### Église de la confession d'Augsbourg
Au XVIe siècle, Seltz et les Seltzois étaient luthériens sous les règnes des électeurs palatins luthériens Otto Henri (1556-1559) et Louis VI (1576-1583). L'église paroissiale Saint-Étienne de Seltz a été une église luthérienne en 1559 et de 1576 à 1583. Depuis la proclamation de la liberté de culte garantie par la Déclaration des droits de l'homme et du citoyen de 1789 et les articles organiques de 1802 accordés par le Premier Consul Bonaparte, les luthériens de Seltz se réunissaient dans une maison d'oraison proche de l'hôpital. Tout au long des XIXe et XXe siècles, Seltz compte de quelques dizaines à une petite centaine de luthériens. L'annexe de Seltz dépend de la paroisse luthérienne de Niederrœdern (Consistoire et Inspection de Wissembourg, EPCAAL). En 1900, la communauté luthérienne de Seltz et celle de Lauterbourg se constitue en vicariat jusqu'en 1919. Seltz redevient annexe de Niederrœdern jusqu'en 2006. Depuis 2006, le pasteur de la paroisse protestante de Lauterbourg-Seltz, Gilbert Greiner organise des cultes bimensuels à la chapelle œcuménique de la maison de retraite de Seltz (chapelle élevée sur l'emplacement de l'ancienne maison d'oraison luthérienne) et hebdomadaires à l'église protestante de Lauterbourg. En 2018, le pasteur Marion Eyermann est devenue pasteur référent de la paroisse protestante de Lauterbourg-Seltz et pasteur de Niederroedern et annexes.

#### Judaïsme
Le duc de Deux-Ponts a obtenu l'autorisation du roi de recevoir des juifs sur ses terres en 1774. Les juifs doivent alors lui payer un droit de réception à l'installation dans le duché puis un droit de protection annuel ou Schirmgeld (fixé à 20 livres mais parfois porté à 24 voire 30 livres). Les juifs qui veulent entrer à Seltz temporairement doivent payer un impôt corporel ou Judenzoll. Ces impôts sont abolis par la Révolution française qui mène à l'émancipation des Juifs. Du XIXe siècle aux années 1960 moins d'une dizaine d'israélites vivent à Seltz. Les juifs de Seltz fréquentent la synagogue de Niederrœdern, érigée en 1869 et détruite en 1945, rattachée au rabbinat de Lauterbourg jusqu'en 1910 puis au rabbinat de Wissembourg.

### Communauté rom
Seltz compte une petite communauté rom (dite aussi tzigane, gitane ou manouche) depuis le début du XVIIIe siècle (Ils sont signalés pour la première fois en Alsace en 1418). Ils apparaissent sur les registres paroissiaux dès 1716. Les guitaristes roms de jazz manouche, mondialement connus, Yorgui et Gigi Loeffler sont natifs de Seltz et originaires de Seltz par leur famille maternelle : les Weiss.

## Culture locale et patrimoine

### Lieux et monuments

#### L'abbaye (disparue) de Seltz

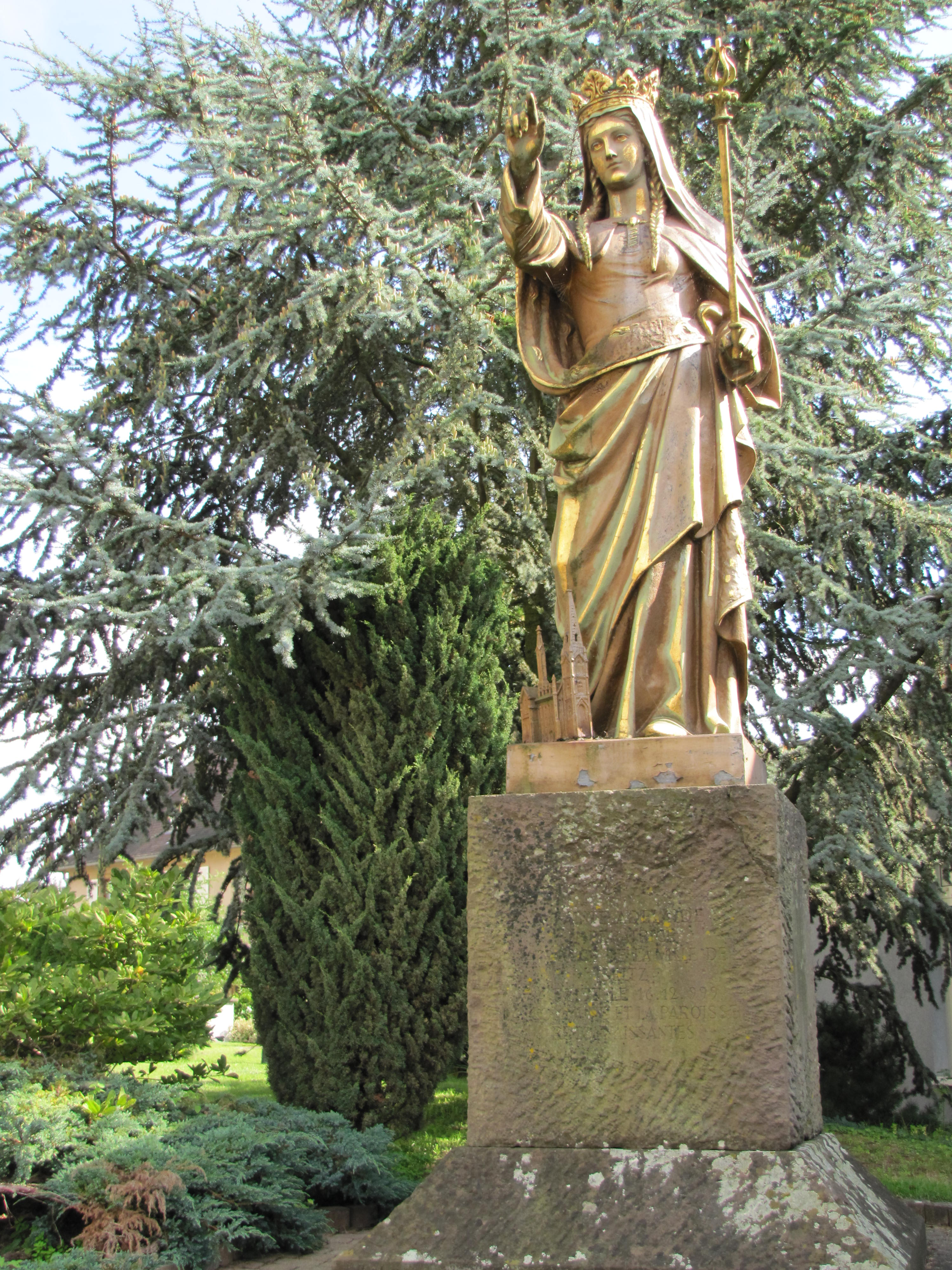
Statue en bronze de sainte Adelaïde, fondatrice de l'abbaye de Seltz aujourd'hui disparue.

L'abbaye de Seltz a été construite dans le premier quart du XIVe siècle et détruite après 1577. À la suite d'une crue du Rhin en 1307 et de la destruction de la deuxième abbaye, le pape autorise la construction de la troisième abbaye. La construction se situe entre 1307 et 1315. En 1481, la sécularisation de l'abbaye entraîne l'abandon de ces bâtiments. De 1575 à 1577, les bâtiments conventuels abritent la Ritterakademie (de) fondée par le comte palatin Frédéric III. Il semblerait que dès le XVIIe siècle, elle ait servi de carrière. Le site est découvert lors de deux fouilles menées par le service régional d'archéologie, la première en 1981 (C. Jeunesse y découvrit des débris de céramique et de brique datant du XIVe siècle), la seconde en 1988 à la suite de la fondation d'un lotissement appelé le Couvent (C. Peter fouilla le site sur 6 000 m2 et découvre les fondations et une vingtaine de sépultures).
L'église abbatiale orientée mesuraient 70 mètres de longueur et 30 mètres de large ; elle comprenait une tour-clocher accolée au mur Ouest, une nef à trois vaisseaux et sept travées, un transept avec une travée de part et d'autre de la croisée et un chœur à pan coupé. Une chapelle et un porche en hors-œuvre, se trouvaient au niveau de la troisième et quatrième travée Sud. La travée Nord du transept permettait de communiquer avec les bâtiments conventuels constitués d'une série de cinq salles (les seules dégagées lors de la fouille archéologique) comprenant une sacristie, une salle capitulaire, un passage, un parloir (ou une chapelle) et un atelier le tout bordant le cloître. Un scriptorium ou une infirmerie communiquait à l'est avec la salle du chapitre. Le cimetière se trouvait au nord-est du chœur. Un bâtiment non relié au complexe a été découvert au sud de l'église.

#### Église paroissiale Saint-Étienne
Elle a été construite au XIVe siècle et remaniée aux XVe, XVIe, XIXe et XXe siècles. L'église paroissiale existerait depuis l'époque mérovingienne. Après la guerre, lors de la reconstruction de la nef, des fondations romanes ont été découvertes. Attestée principalement à partir du XIVe siècle, c'est peut être de cette époque que datait la nef détruite en 1940. En 1481, le pape Sixte IV fait transférer les biens de l'ancienne abbaye Saints -Pierre-et-Paul à l'église paroissiale Saint Étienne, qui abrite alors un collège de douze chanoines. Le chœur date sans doute de cette époque (limite XVe – XVIe siècle). La chapelle Sainte-Adélaïde semble un peu plus tardive est date vraisemblablement du premier quart du XVIe siècle. La chapelle funéraire des Fleckenstein date de la première moitié du XVIe siècle. La sacristie date probablement de la limite XVe – XVIe siècle, comme le chœur. L'église passa aux protestants de 1557 à 1682. En 1682, Louis XIV donna Seltz aux jésuites. Entre 1898 et 1900 construction d'une tour porche, avec adjonction (?) d'une travée. Le 28 mai 1940, l'église est bombardée, la tour porche est détruite, il ne reste que le chœur, le rez-de-chaussée de la sacristie, les chapelles latérales, une partie des murs de la nef et des collatéraux ainsi que le mur-pignon et le mur est de la tour porche. Les voûtes de la nef et en partie celles des collatéraux ont été détruites. La reconstruction de la nef se fait entre 1954 et 1958, sur les plans de l'architecte parisien Jean Viallefond et l'aide de l'architecte Schech de Bischheim. Elle fut consacrée le 21 juin 1964. La firme Sutter et Compagnie de Seltz a construit le nouveau bâtiment. Le mur pignon reçut un décor en béton réalisé par Jean Lambert-Rucki et son atelier.
L'église est orientée. L'ancienne église comptait trois vaisseaux : un vaisseau central et deux collatéraux, détruits. Il subsiste le chœur et deux chapelles latérales ainsi que la sacristie qui était surmontée d'une salle capitulaire à l'étage. Une photographie datant d'avant 1940, montre cinq travées pour la nef. Des niches aménagées dans les contreforts abritaient des statues de saints. Avant les travaux de 1898-1900, le mur pignon Ouest de l'église était percé de deux ou trois portes et flanqué, dans l'angle Nord-Ouest de la nef, d'un clocher, visible sur la lithographie de Sandmann datée de 1839. On a conservé et restauré le chœur et deux chapelles. La nef actuelle se compose d'une succession de portiques en béton armé supportant un plafond en bois. Les bas-côtés sont raccordés au porche d'entrée. Le clocher est isolé et abrite plusieurs cloches mises en place le 30 septembre 1962 dont un bourdon rescapé de l'ancienne église de 2,5 tonnes nommé Adélaïde offert par l'empereur d'Allemagne Guillaume en 1899.

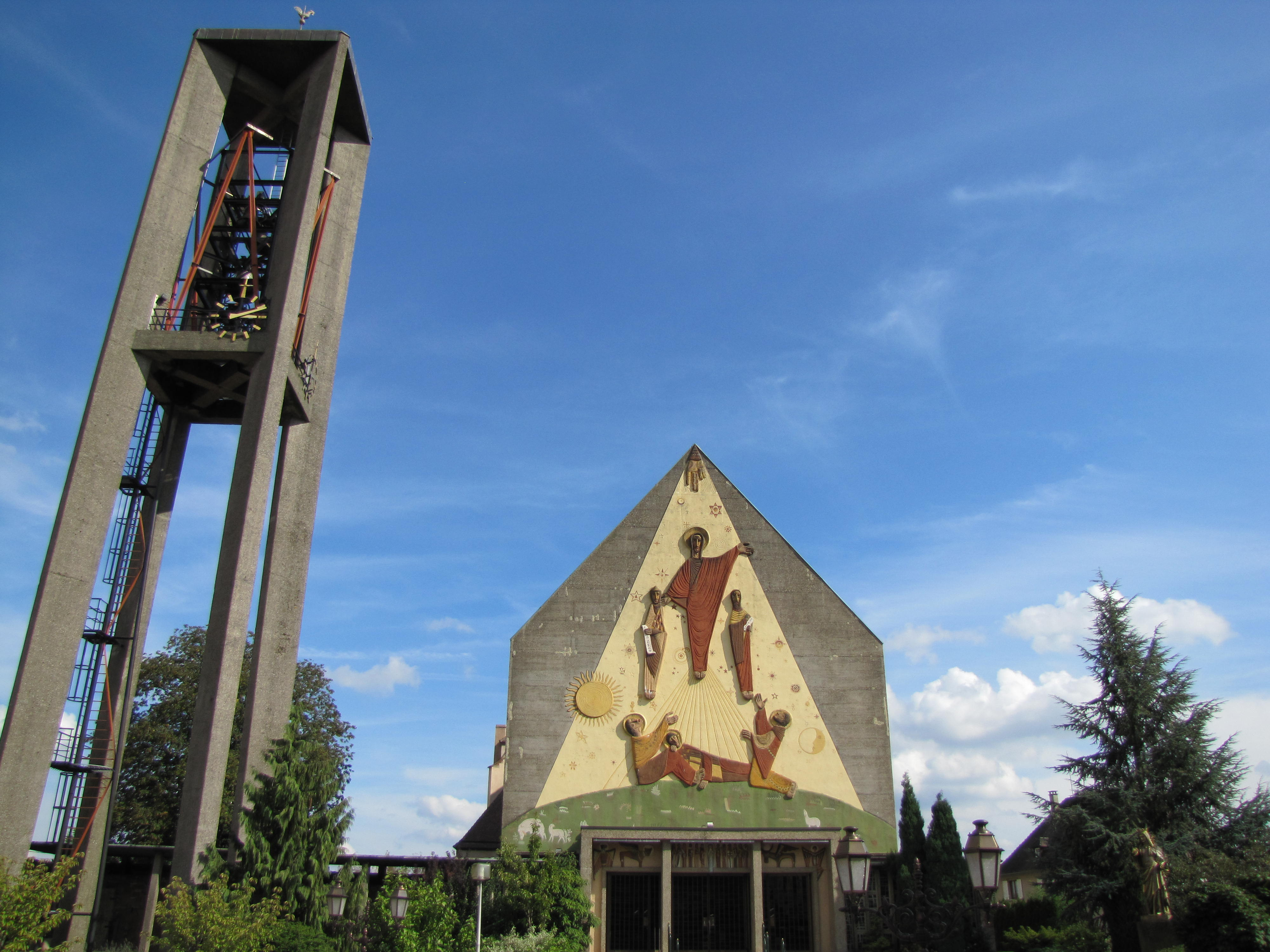
Église Saint-Étienne.
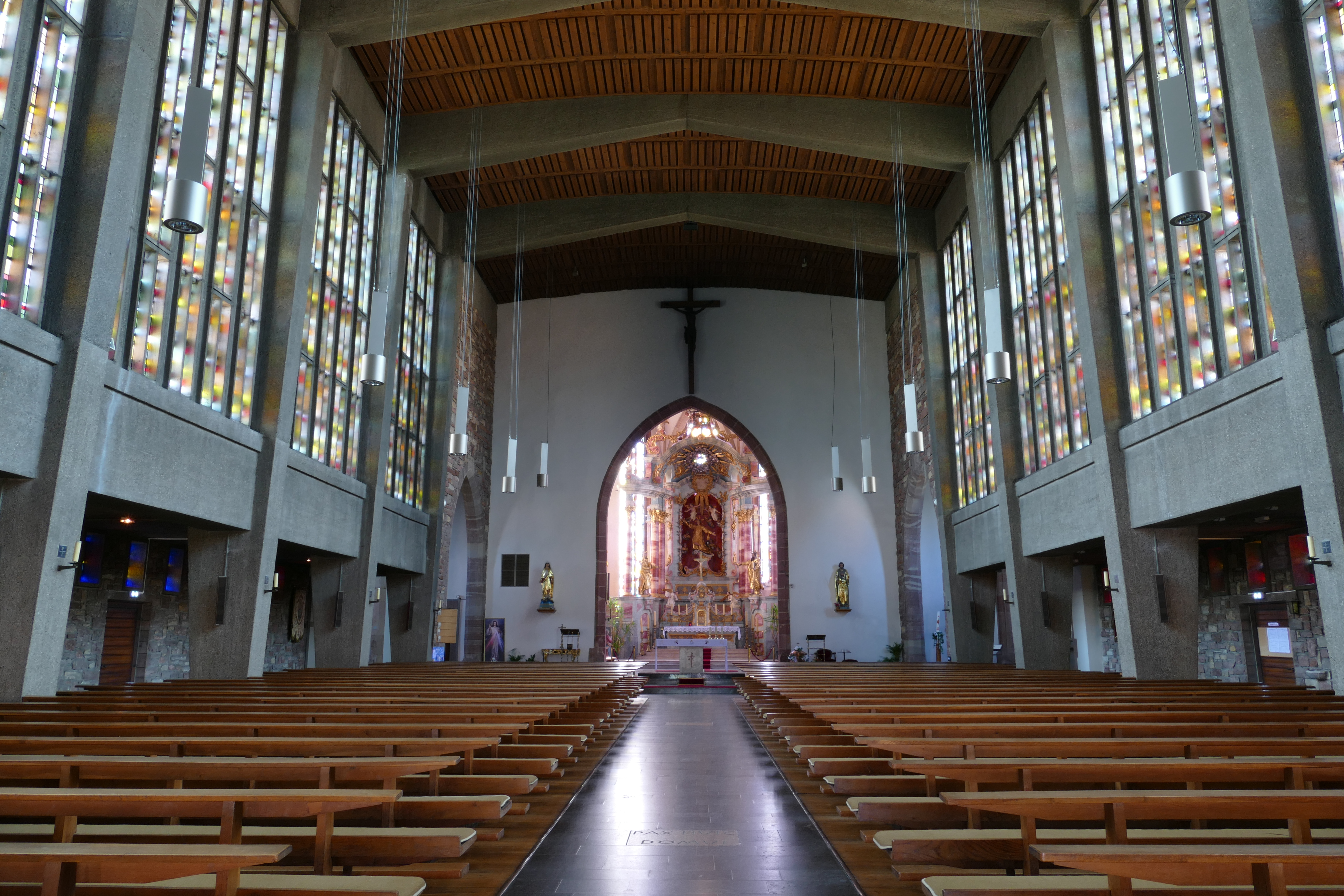
Vue de la nef reconstruite vers le chœur gothique.
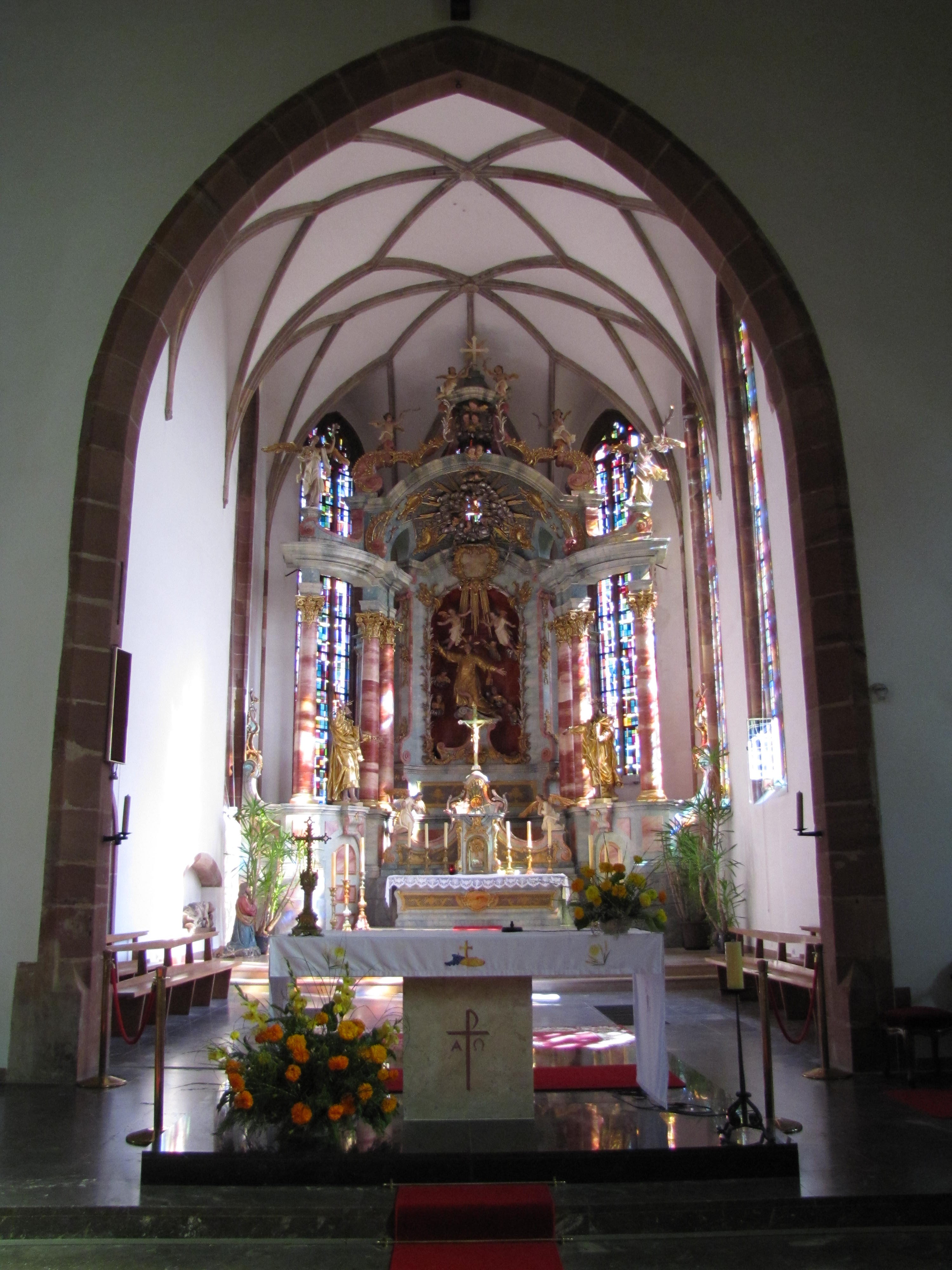
Chœur gothique avec maître-autel baroque (XVIIIe).
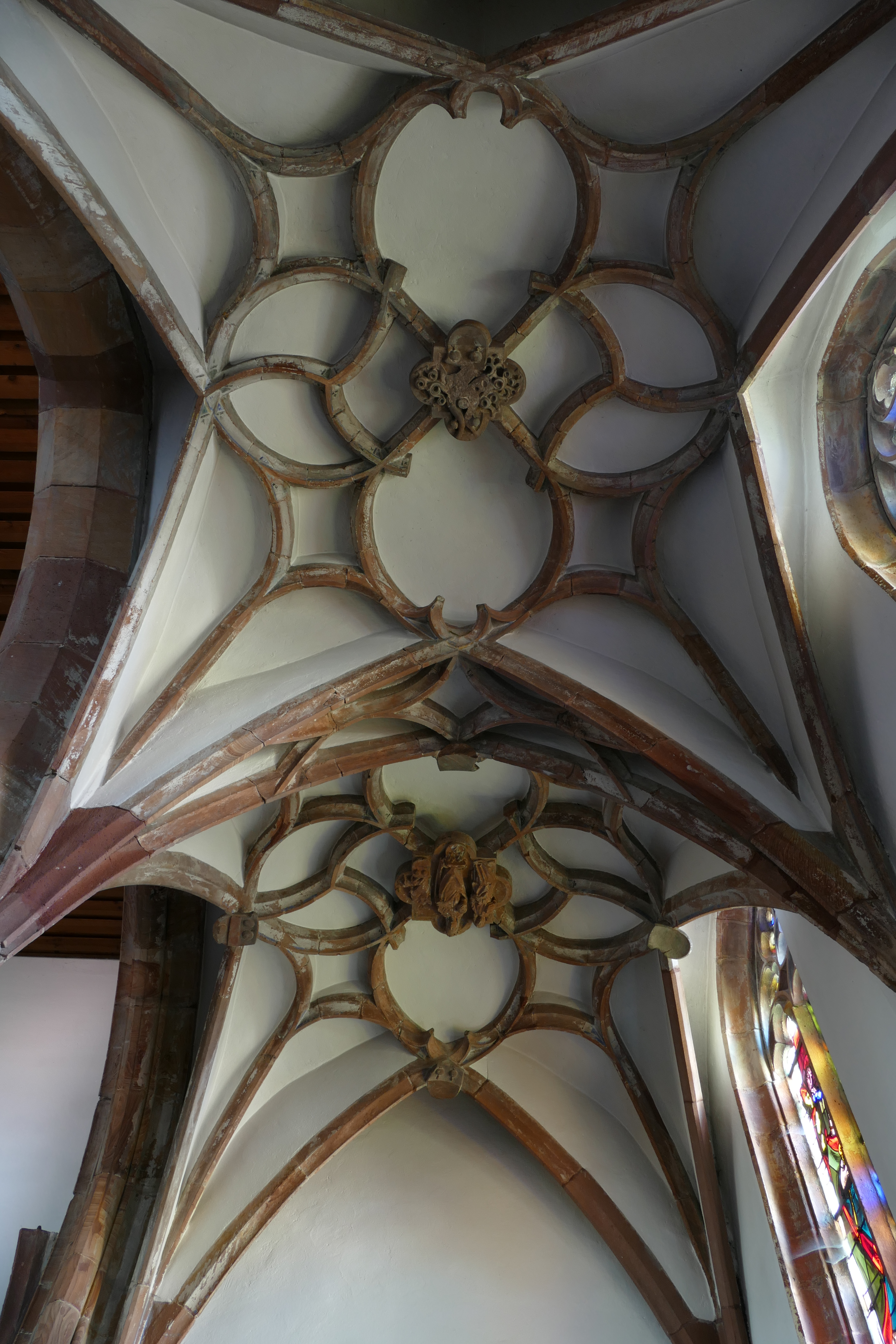
Voûtes, croisées d'ogives et clés de voûtes (XVIe).
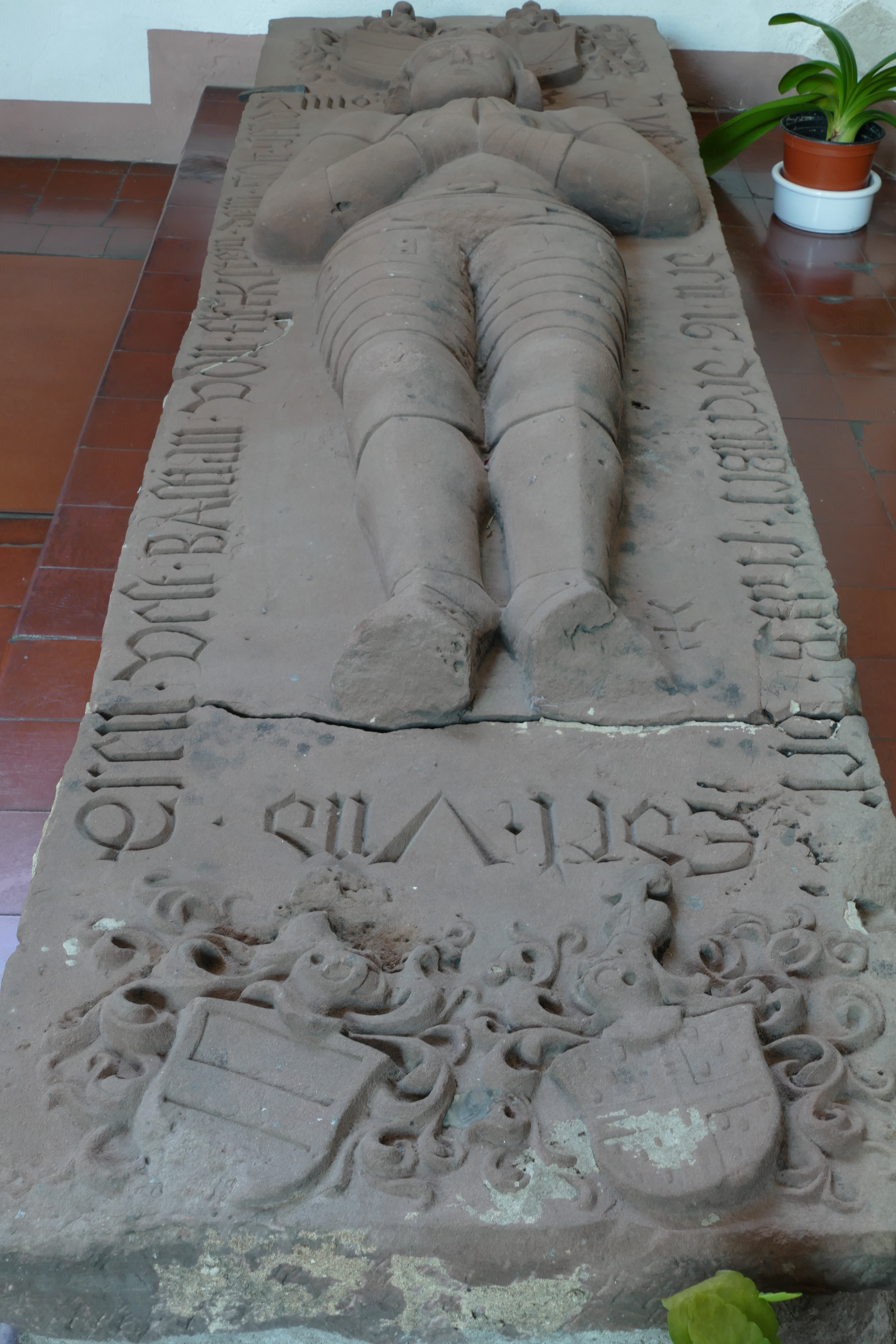
Dalle funéraire de Sébastien de Fleckenstein (1545).

#### Autres bâtiments

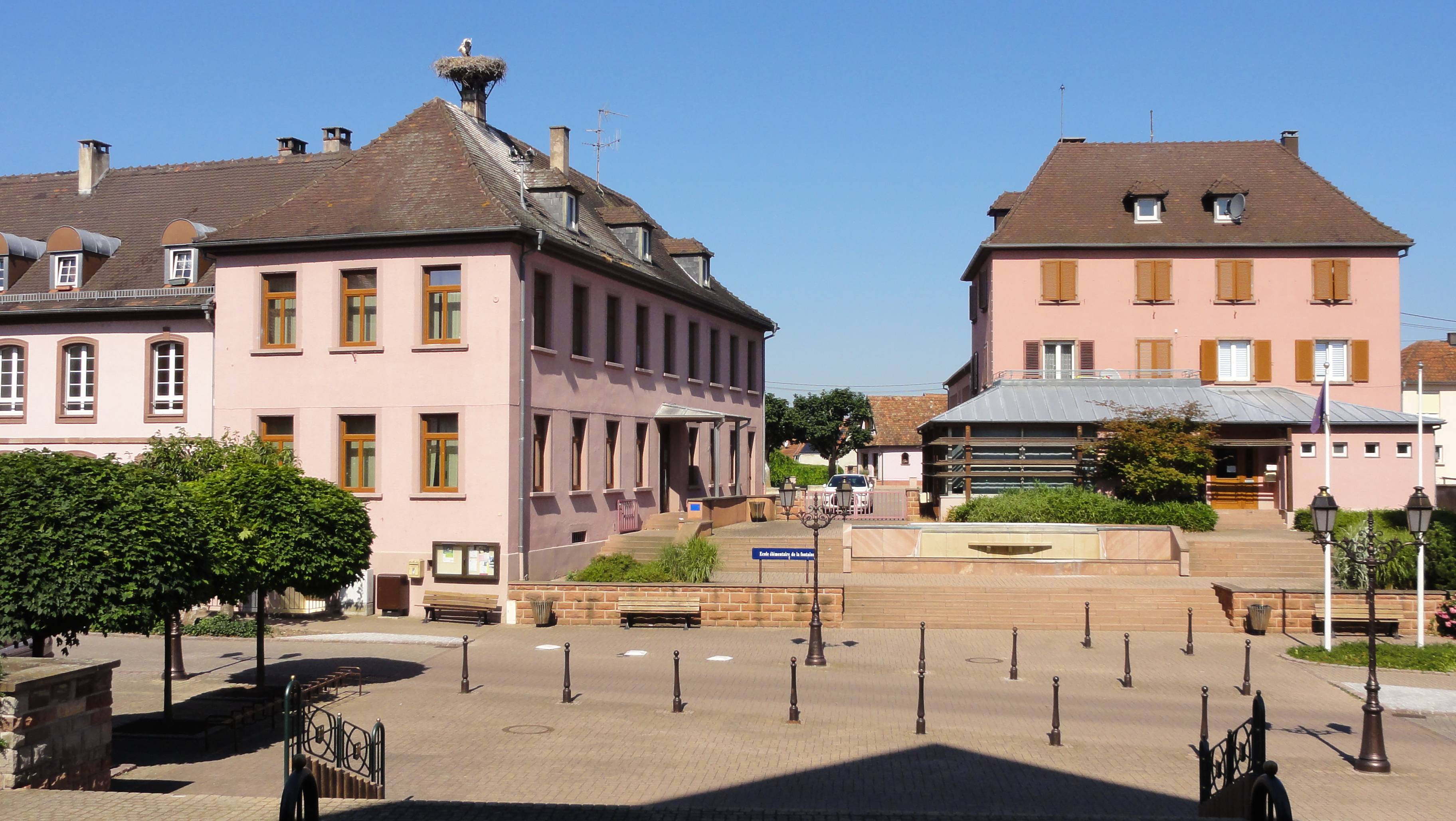
École élémentaire de la Fontaine, 15 rue Principale.
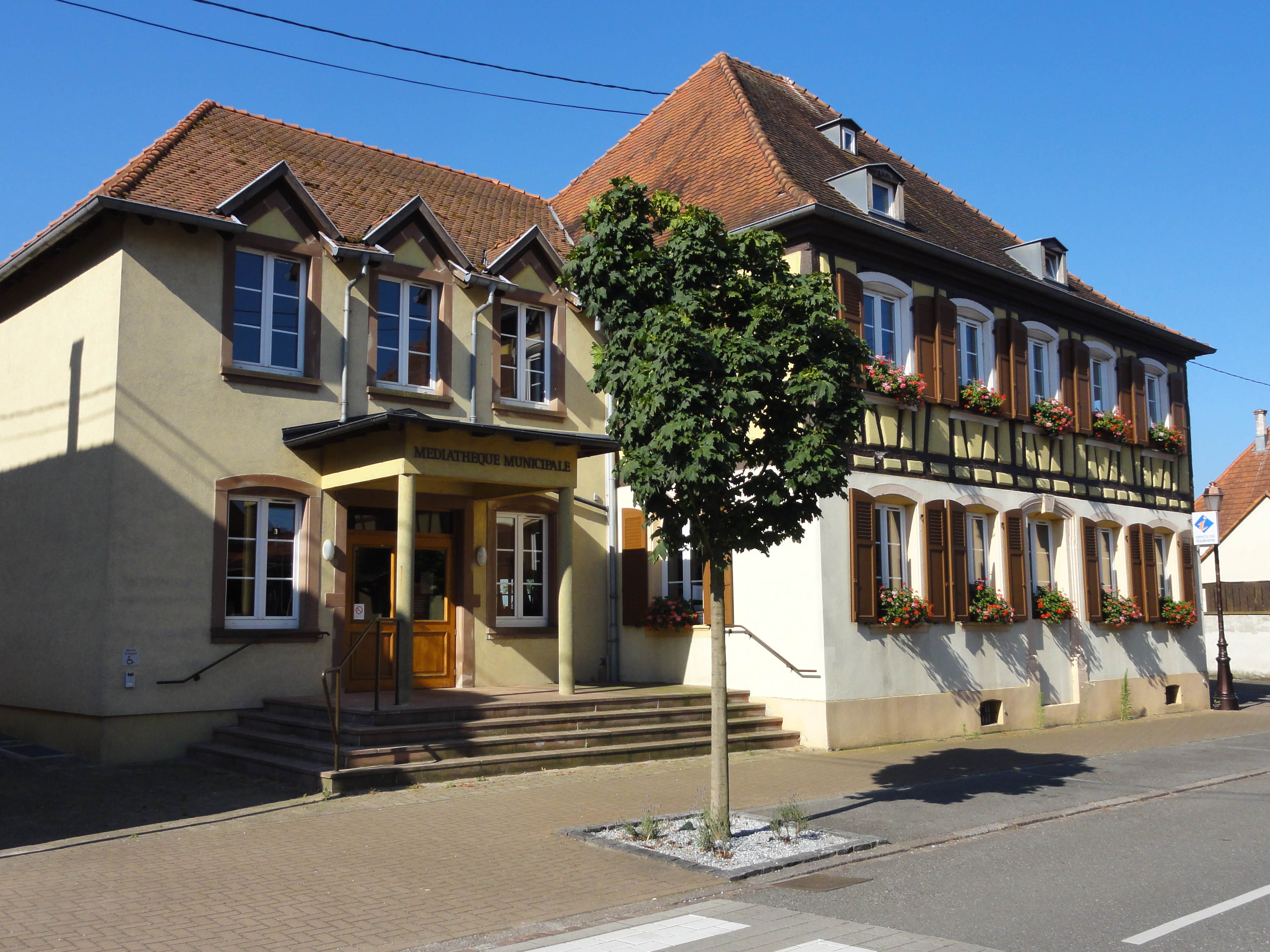
Médiathèque municipale, 1 rue du Général-Schneider.
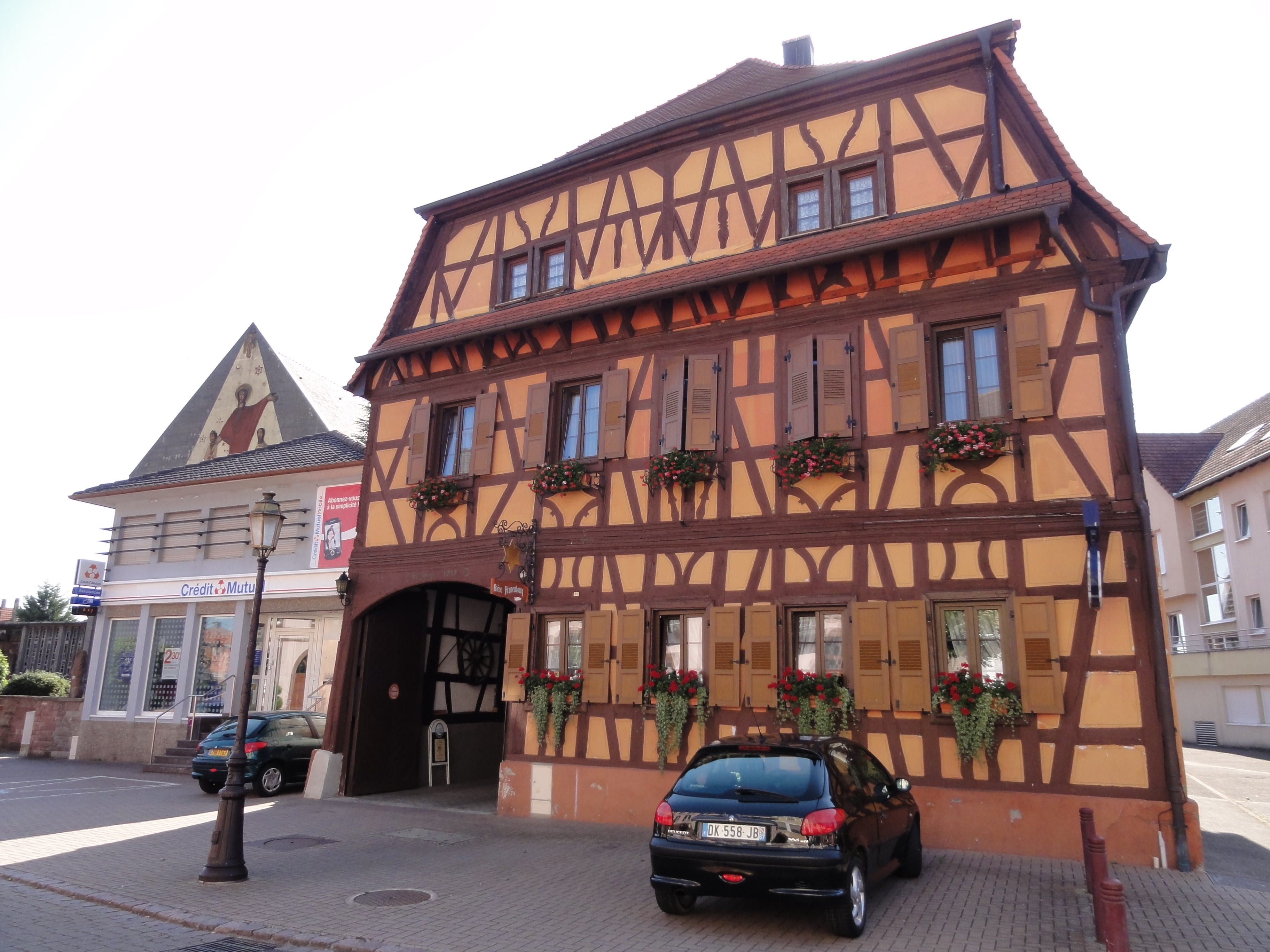
Ancienne ferme, actuellement restaurant « À l'Étoile » (1717), 12 rue Principale.
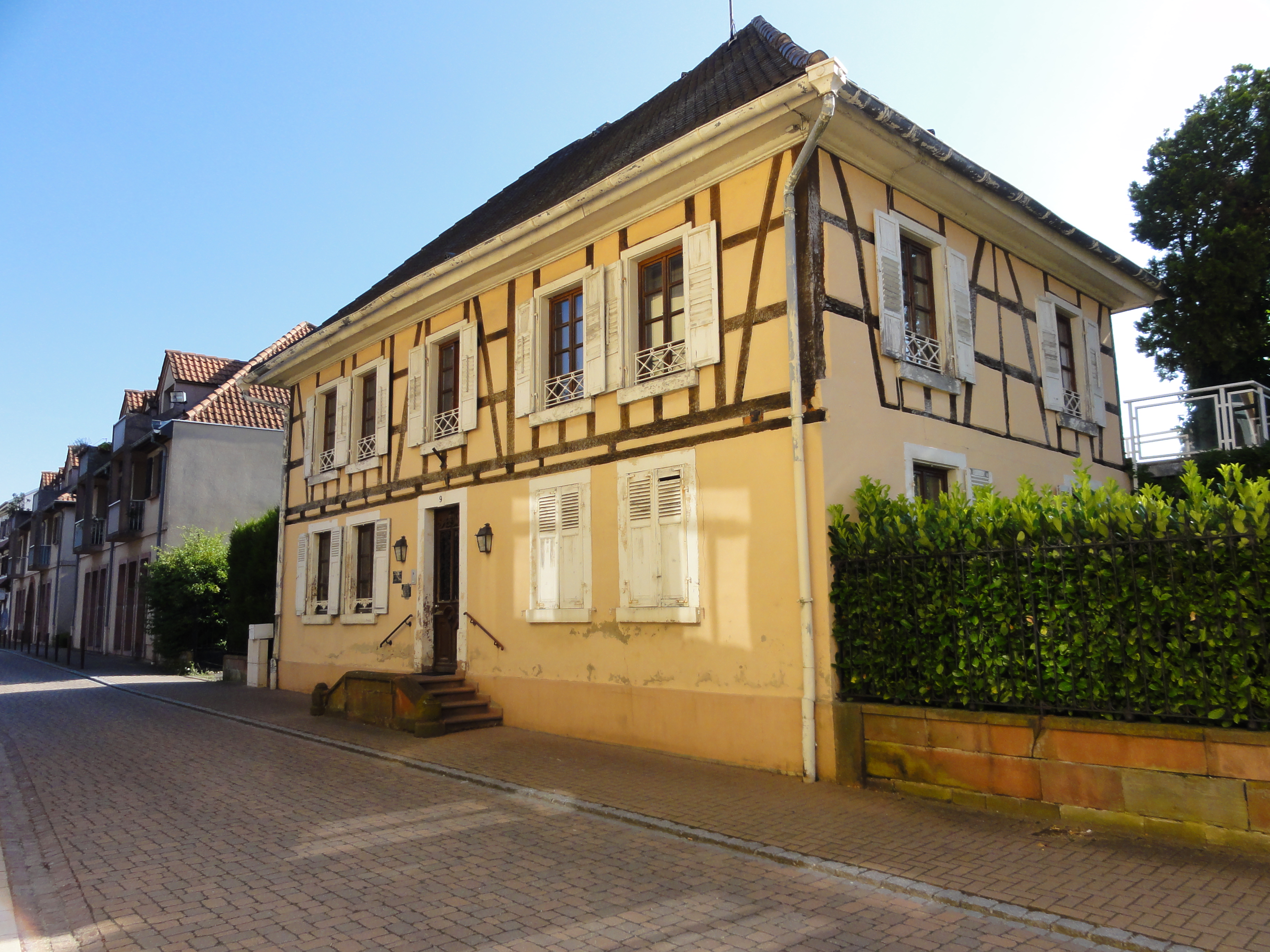
Maison (XVIIIe – XIXe siècle), 9 place de la Mairie.
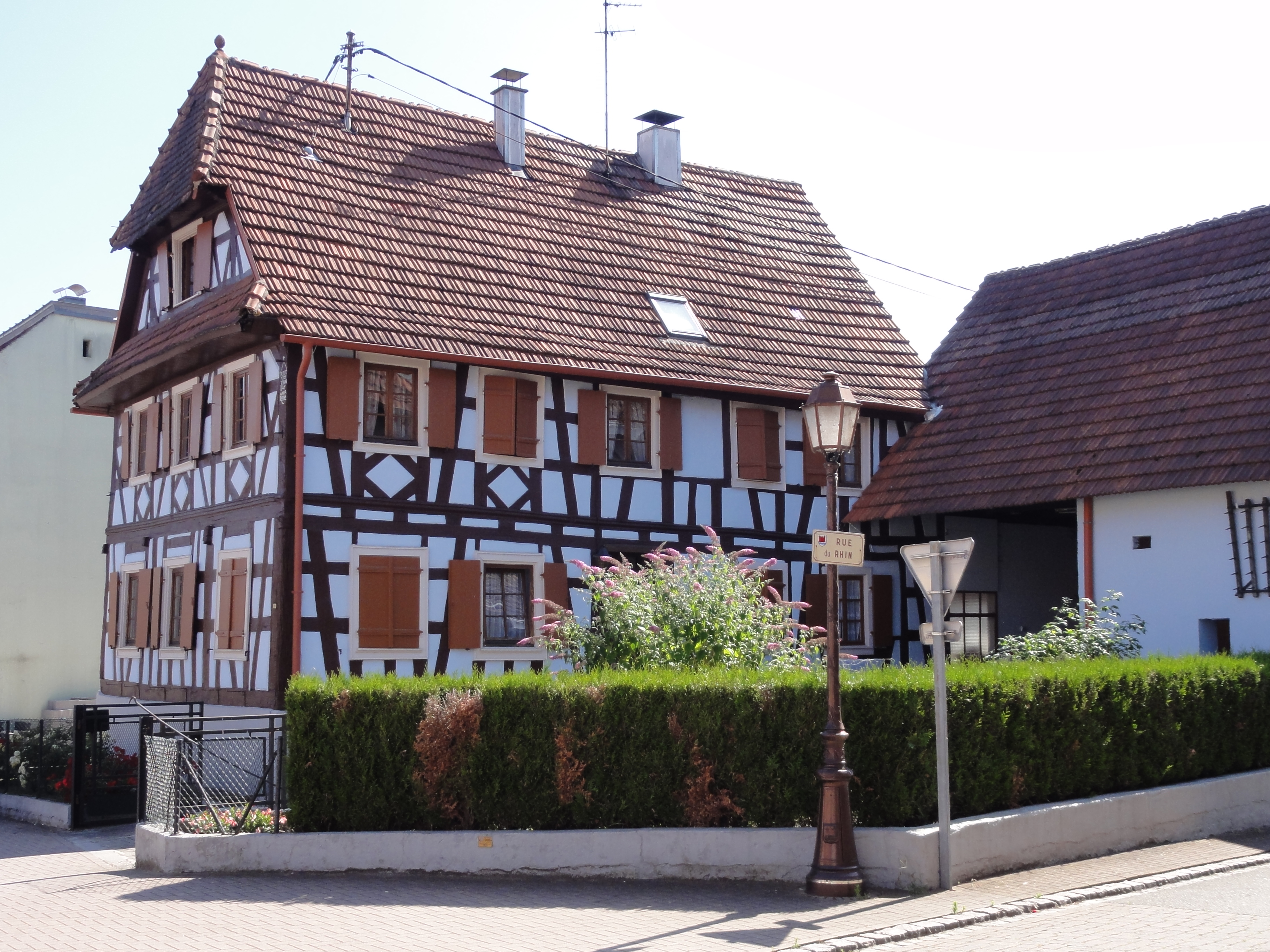
Ancienne ferme (1729), 20 rue Principale.
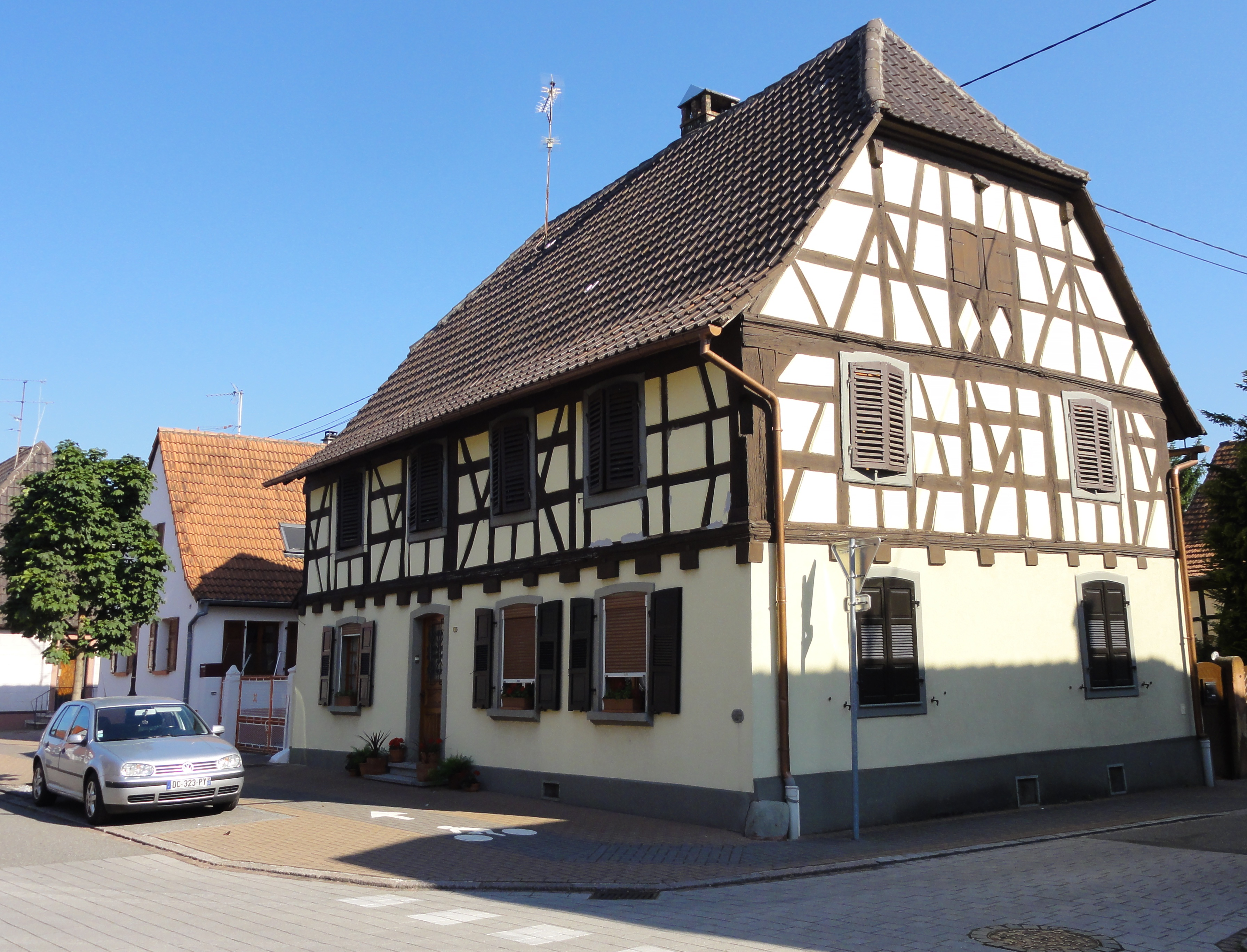
Ferme (XVIIIe siècle), 9 rue du Général-Schneider.
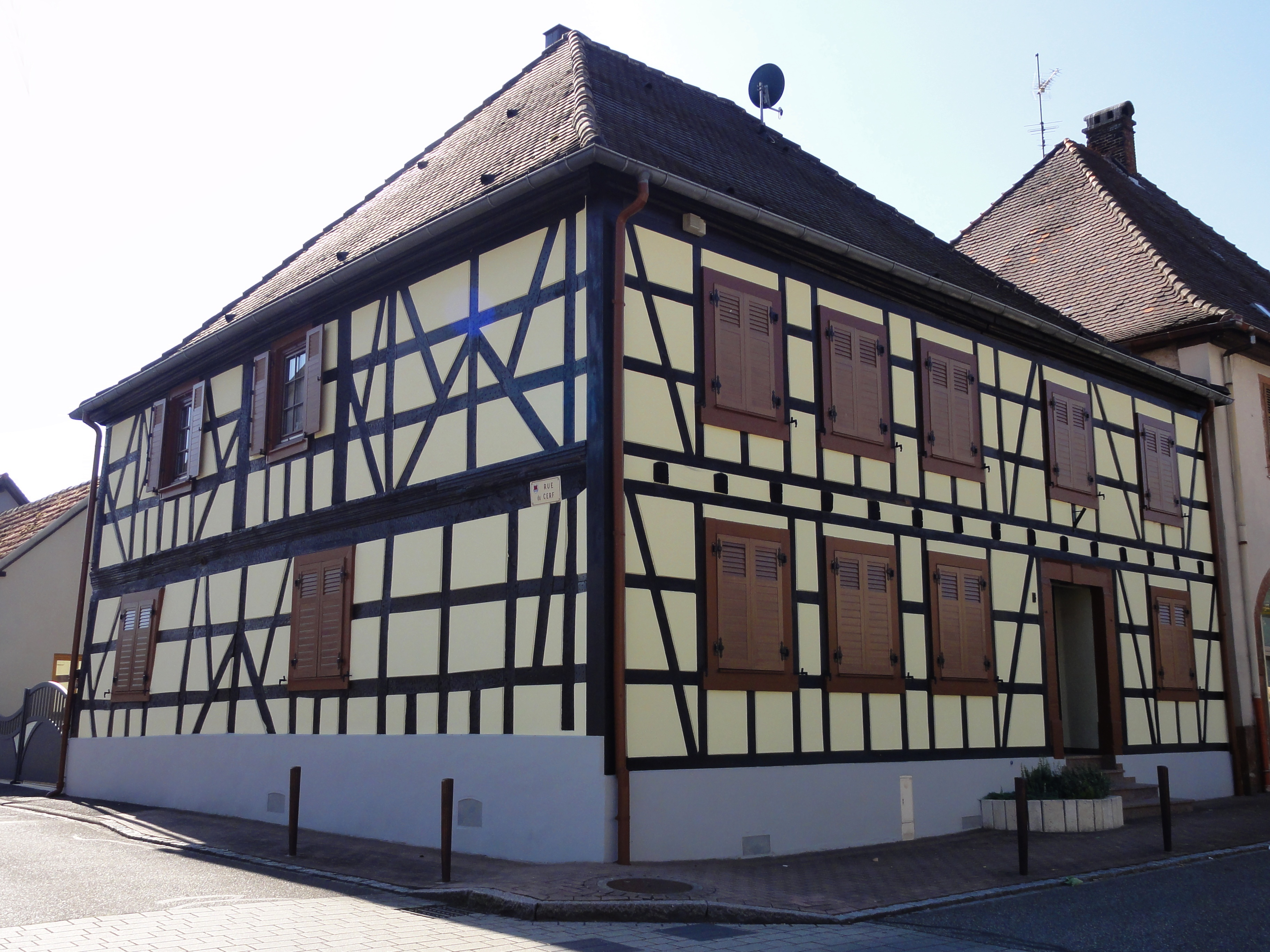
Ancienne ferme (XVIIIe siècle), 54 rue Principale.
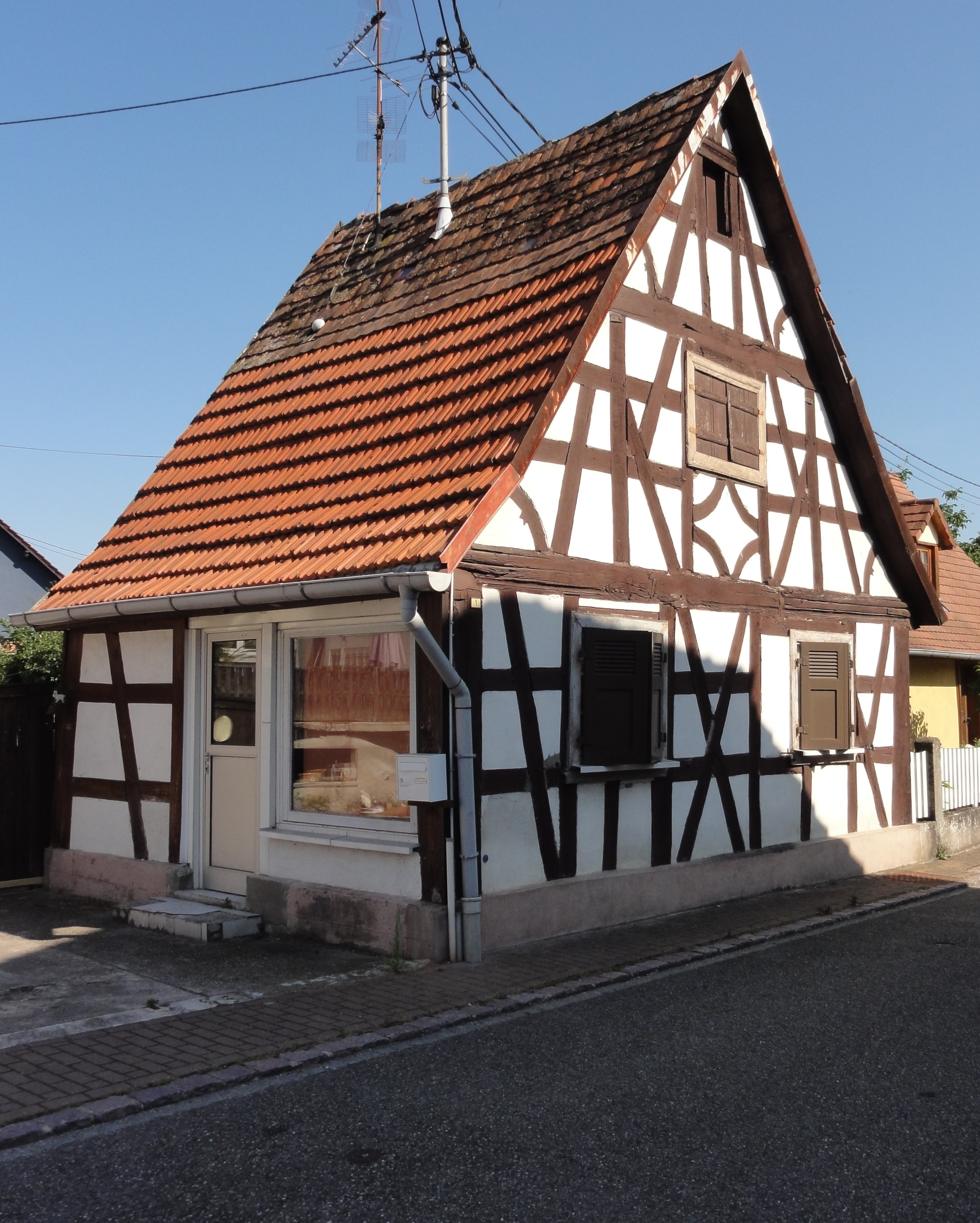
Maison (1729), 1 rue des Fossés.
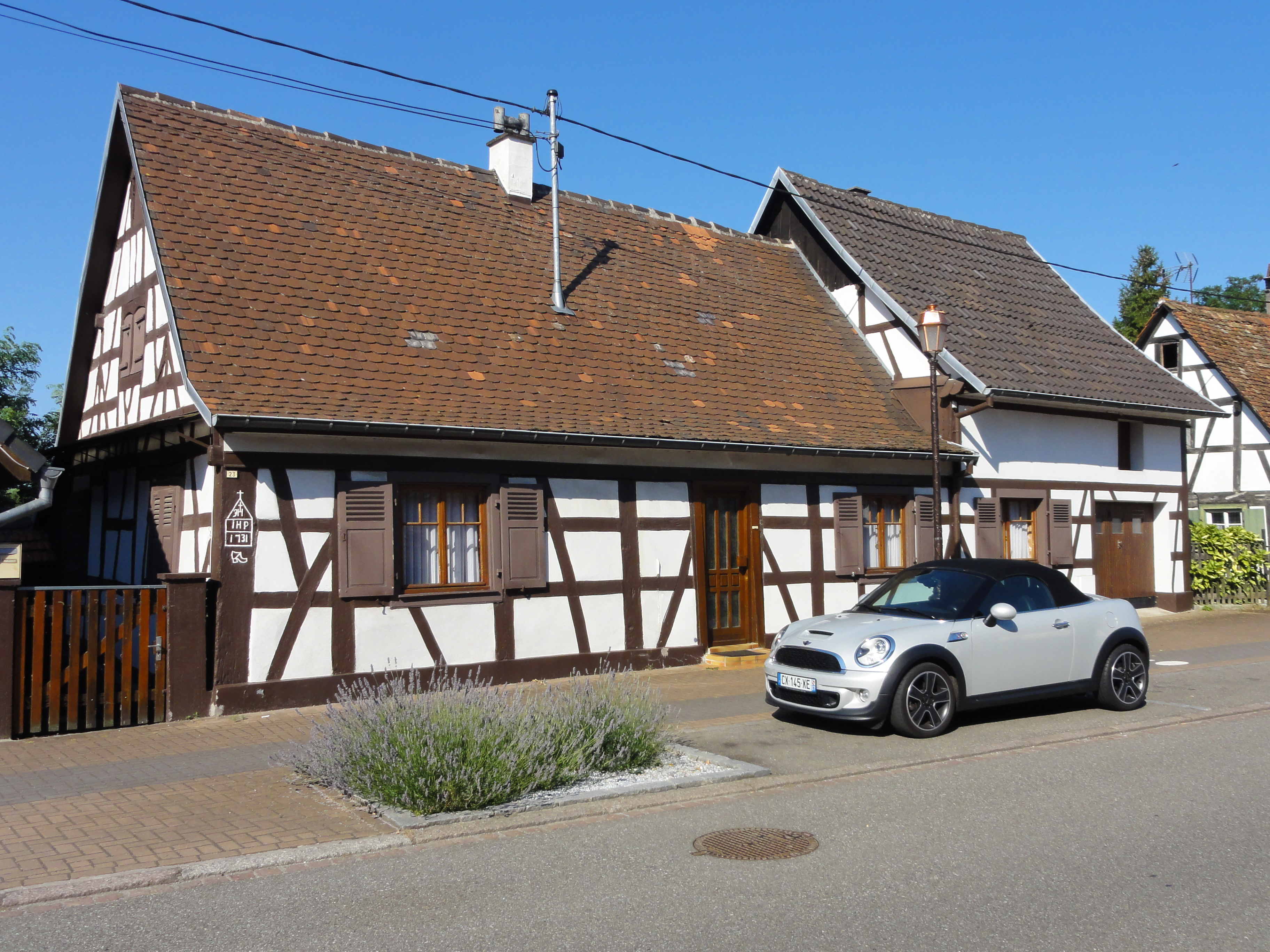
Ferme (1731), 23 rue du Général-Schneider.
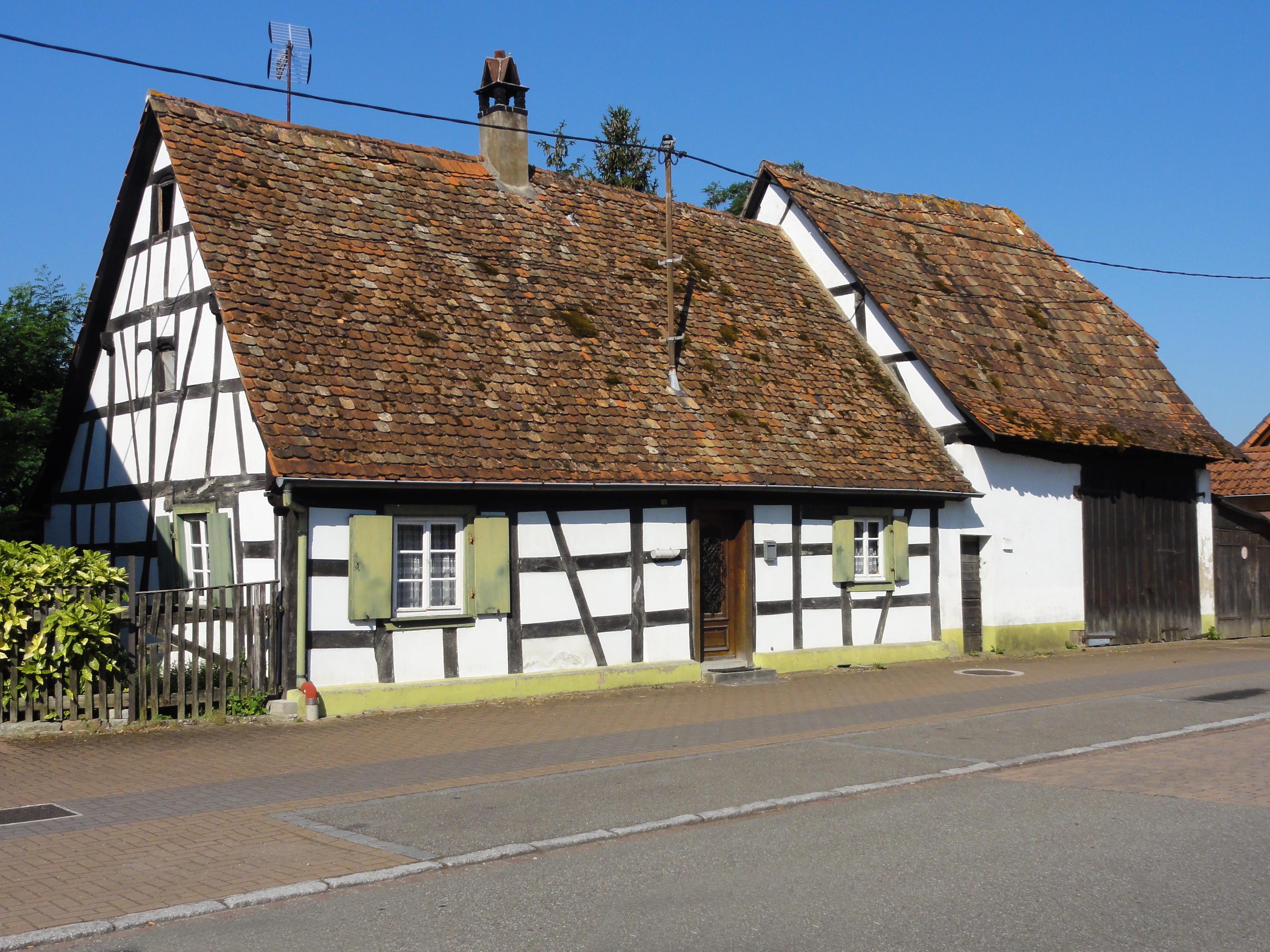
Ferme (1731), 24 rue du Général-Schneider.
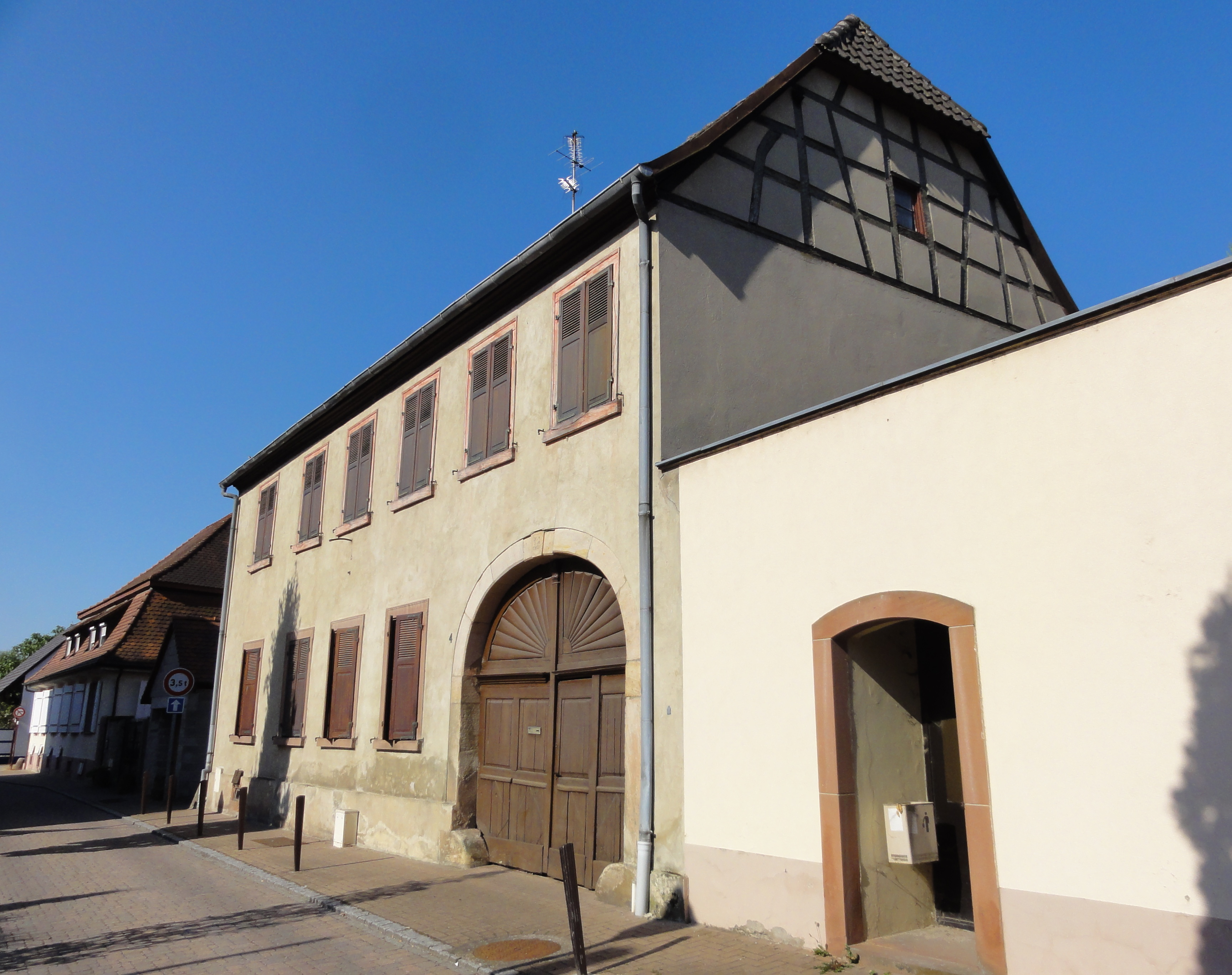
Ancienne ferme (1821), 4 place de la Mairie.

### Personnalités liées à la commune
- Ferdinand de La Ville-sur-Illon, né le 4 mai 1777 à Lauterbourg et mort le 1er mars 1865 à Seltz, militaire français des XVIIIe et XIXe siècles. Il était le petit-fils de Charles-Annibal de Maubuisson (bailli de Seltz avant 1768).
- Léon Renouard, baron de Buissière, conseiller général du canton de Seltz (1863-1870).
- Alfred Tinsel (1920-1989), peintre figuratif français, a vécu à Seltz où il est inhumé.
- Fervente supportrice de la réforme clunisienne, Adélaïde de Bourgogne (931-999) fonda la première abbaye de Seltz et s'y retira à la fin de sa vie[29].
- Juste parmi les Nations :l'abbé Robert Bengel (né à Seltz en 1905, décédé en 1987), vicaire à la paroisse de Niederbronn-les-Bains, il y fonde la Jeunesse ouvrière chrétienne (JOC]. En 1936, Il devient aumônier à l’Ecole normale catholique publique d’instituteurs du Bas-Rhin à Obernai.

### Liste des promus dans l'ordre de la Légion d'Honneur natifs de Seltz
- Jean Georges Albenesius, né en 1762, sous-lieutenant de hussards
- Charles Amann, né en 1829
- Charles Louis Conrad, né en 1785, capitaine adjudant-major aux hussards de la Meurthe
- Antoine Eigner, né en 1877
- Louis Robert Henry, né en 1856
- François Antoine Hermann, né en 1829
- Michel Lengert, né en 1851
- Georges Frédéric Lohr, né en 1768
- Frédéric Niess, né en 1842
- Louis Paul Sauvestre, né en 1866
- Ferdinand Schneider, né en 1829
- Othon Schneider, né en 1842
- François Étienne Schultz, né en 1758
- Philippe Marie Antoine Célestin Steinmetz, né en 1867

### Héraldique
| Blason de Seltz | Blason  | D'argent au portail de deux tours couvertes de gueules, ajouré de sable, |
| Blason de Seltz | Détails |                                                                          |